# 이담초등학교
이담초등학교는 대한민국 경기도 동두천시에 있는 공립 초등학교이다.

## 연혁
- 2004.01.05 이담초등학교 설립 인가
- 2004.09.01 이담초등학교 개교(6학급 편성)
- 2004.09.01 초대 이기범 교장 취임
- 2004.09.10 병설 유치원 개원(1학급인가)
- 2004.10.22 이담초등학교 개교식
- 2005.02.16 제1회 졸업식(8명)
- 2005.03.05 16학급 편성
- 2006.03.01 23학급 편성
- 2006.11.30 발명교실 설치
- 2006.09.01 동두천양주교육청 지정 기초학력 시범학교 운영
- 2007.03.01 25학급 편성
- 2007.03.01 경기도교육청 지정 방과후 학교 시범학교 운영
- 2007.09.01 2대 김재헌 교장취임
- 2008.03.01 30학급 편성
- 2009.03.01 35학급 편성(특수학급 1학급 포함)
- 2009.03.01 발명영재학급 설치, 시지정 과학교육시범학교, 영어특성화반 운영,
- 2009.03.01 도지정예절체험교실 운영, 특수학급 설치 기록
- 2010.02.11 제6회 졸업식(145명, 누계 540명)
- 2010.03.01 36학급 편성(특수 1학급 포함), 발명특성화반 운영
- 2011.03.01 35학급 편성(특수 1학급 포함)
- 2011.03.01 3대 원종득 교장 취임
- 2011.03.17 36학급 편성(특수 1학급 포함)
- 2012.02.06 운동장 놀이기구 시설 설치
- 2012.02.14 제8회 졸업식(졸업생 183명) 총894명
- 2012.03.01 36학급 편성(특수 1학급 포함), 유치원 1학급
- 2012.03.01 이담 초등오후돌봄교실 1학급 증설(2학급 운영)
- 2012.12.17 이담초등학교 Wee 클래스 설치
- 2013.02.15 제9회 졸업식(남 78명, 여100명, 계 178, 누계: 1,072명)
- 2013.03.01 35학급 편성(특수학급 1학급 포함), 유치원 1학급
- 2014.02.14 제10회 졸업식(남 86명, 여87명, 계 173, 누계: 1,245명)
- 2014.03.01 35학급 편성(특수학급 1학급 포함), 유치원 1학급
- 2014.03.01 이담 초등오후돌봄교실 2학급 증설(4학급 운영)
- 2016. 03. 01 제4대 오순옥 교장 취임
- 2020. 09. 01 제5대 최덕기 교장 취임
- 2024. 03. 01 제6대 정동수 교장 부임